# 박태희 (바둑 기사)
박태희(朴泰姬)은 대한민국의 바둑 기사이다.

## 약력
서울 출신으로 제1회 국무총리배 어린이 유단자부에서 우승했다. 2013년 제42회 여자입단대회를 통해 프로에 입단했다. 2013년 제6회 부안 여류기성전 본선8강에 진출했다. 2014년 지지옥션배 대표 4연승을 했으며 2015년 여자바둑리그에서 우승을 차지했다. 2016년 여자바둑리그에서는 같은팀으로 준우승을 했다. 2015,16,17년 지지옥션배 본선에 올랐으며 2017년 2단으로 승단했고 제1회 한국제지 여자기성전 본선 8강에 진출했다. 2018년 여자바둑리그에서 3위를 했다. 2018년 제2회 한국제지 여자기성전 본선8강에 진출했다. 2021년에 3단으로 승단했다.